# Abádidas
Os Abádidas (em árabe: بنو عباد; romaniz.: Banu Abbad) foram uma dinastia árabe que surgiu no século XI no Al-Andalus, durante o período da anarquia em que se deu a decomposição do Califado de Córdova (756-1031). Governaram o reino taifa de Sevilha entre 1023 e 1091. Conhecida pelo brilho cultural de sua corte, a dinastia contou três soberanos sucessivos. O nome desta dinastia não deve ser confundido com os Abássidas de Bagdade.
A família dos Abádidas tinha se estabelecido em Sevilha durante a conquista árabe do século VIII. 
A dinastia foi fundada em 1023 por Abade I, um cádi (juiz religioso) que declarou Sevilha independente de Córdova. O seu filho, Almutadide (1042-1069) alargou o território do reino com a conquista dos reinos de Huelva e Mértola (em 1044), bem como dos reinos taifas de Niebla, Saltés, Silves e Algarve (entre 1051 e 1052). Este rei foi também um poeta, tendo conquistado uma reputação de crueldade: em 1053 ele sufocou uma série de líderes berberes num banho de vapor, tendo depois se apoderado dos seus reinos (Arcos, Morón e Ronda). 
O terceiro e último dos soberanos Abádidas foi Almutâmide (1069-1095), natural de Beja, que fez de Sevilha capital das artes e da cultura, sendo também poeta. Em 1071 tomou Córdova que manteve até 1075; a cidade voltaria a estar sob seu domínio entre 1078 e 1091. 
Com o avanço da Reconquista cristã em finais do século XI, os reinos de taifas do Alandalus viram-se submetidos à pressão militar. Em 1085 o rei Fernando I conquista Toledo aos muçulmanos. Vários soberanos do Alandalus decidem pedir aos Almorávidas do norte de África ajuda na luta contra os cristãos. Neste apelo participou Almutâmide, que terá comentado preferir morrer pastor no Magrebe a converter o Alandalus na morada do "infiel". Os Almorávidas aceitam e contribuem para a derrota dos cristãos na Batalha de Zalaca. Porém, em pouco tempo os Almorávidas viraram-se contra os seus anfitriões e em 1091 conquistam Sevilha. Apesar de ter defendido a cidade até ao fim, Almutâmide foi derrotado, acabando por ser desterrado para Agmate, em Marrocos, onde se encontra hoje o seu túmulo.

## Reis de Sevilha
- Abade I 1023 - 1042
- Almutadide 1042 - 1069
- Almutâmide 1069 - 1091